# Édéage

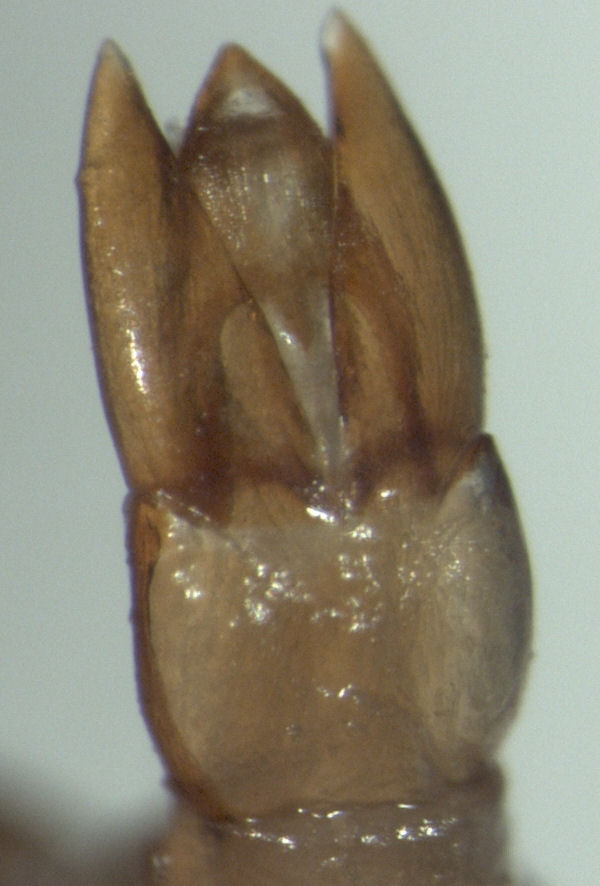
Édéage de Tormissus linsi (famille des Hydrophilidae).

Chez les insectes mâles, l’édéage est l'organe reproducteur d'intromission par lequel le sperme est excrété pendant la copulation avec la femelle. Cet organe est propre à chaque espèce et il peut être un critère d'identification.

## Anatomie du mâle

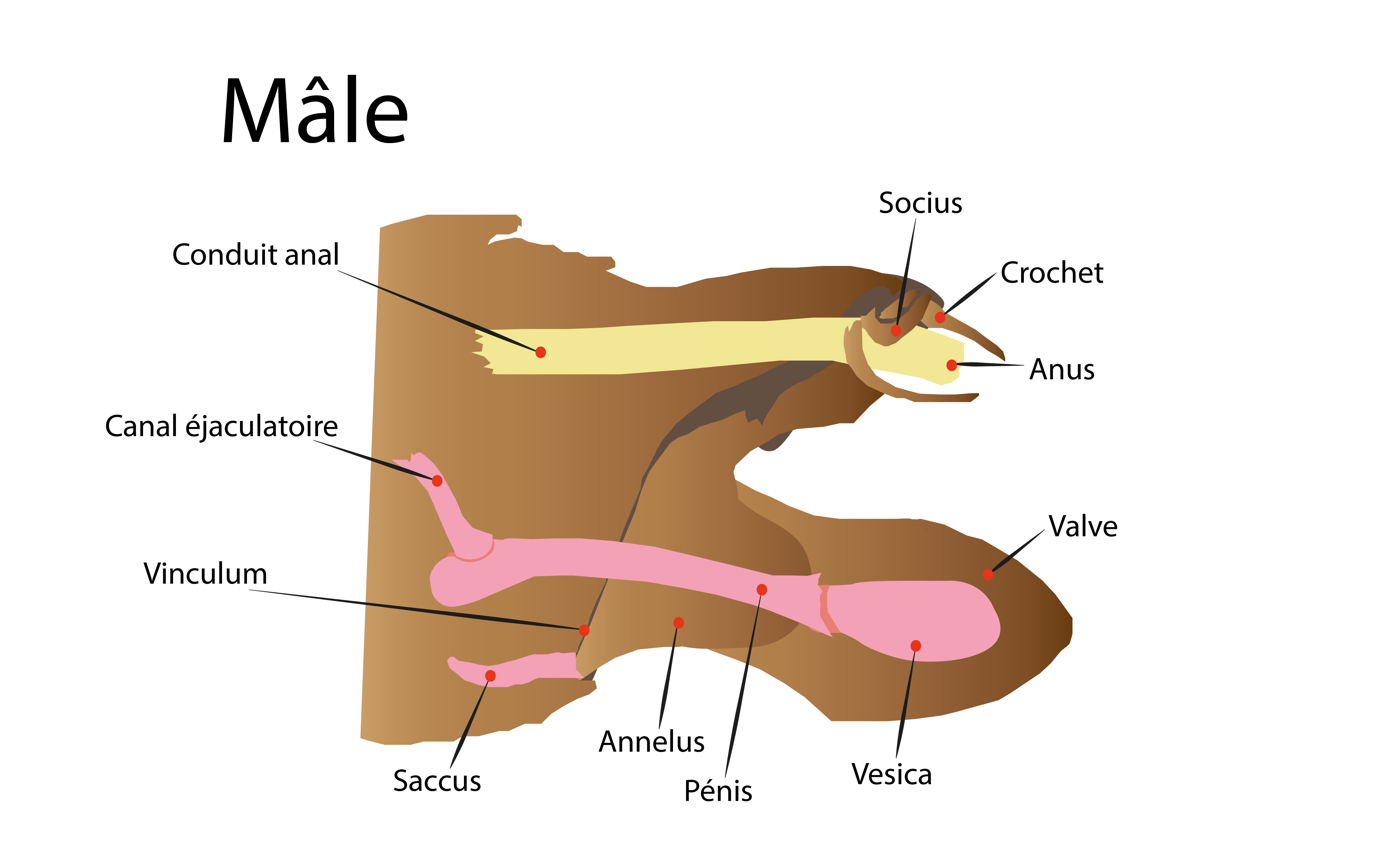
Appareil reproducteur chez un papillon mâle

Les insectes mâles ont généralement deux testicules qui sont en suspension dans la cavité abdominale grâce aux trachées et aux corps gras. Chez les insectes plus primitifs aptérygotes, il n'y a qu'un seul testicule. Cette particularité se retrouve également chez certains lépidoptères cependant, dans leur cas, l'organe provient d'une fusion de deux testicules pendant les derniers stades de développement larvaire. Les testicules sont formés de tubes séminifères (follicules) et à l'intérieur on retrouve un sac membraneux qui contient les spermatozoïdes. Les tubes sont connectés aux canaux déférents qui servent à l'évacuation du sperme par l'intermédiaire d'un canal éjaculateur. La partie terminale de ce canal peut être sclérifiée pour former l'édéage (pénis), un organe d'intromission.
Les spermatozoïdes des insectes sont relativement longs comparativement à leur petite taille. Chez certains groupes plus ancestraux, ils sont transférés via un spermatophore. Généralement, le transfert se réalise sous forme de semence liquide par insémination directe.
Chez les mâles de la plupart des espèces de lépidoptères, l'édéage a un fourreau soutenu par un organe appelé juxta, qui est situé entre les cerques (crochets).

## Copulation

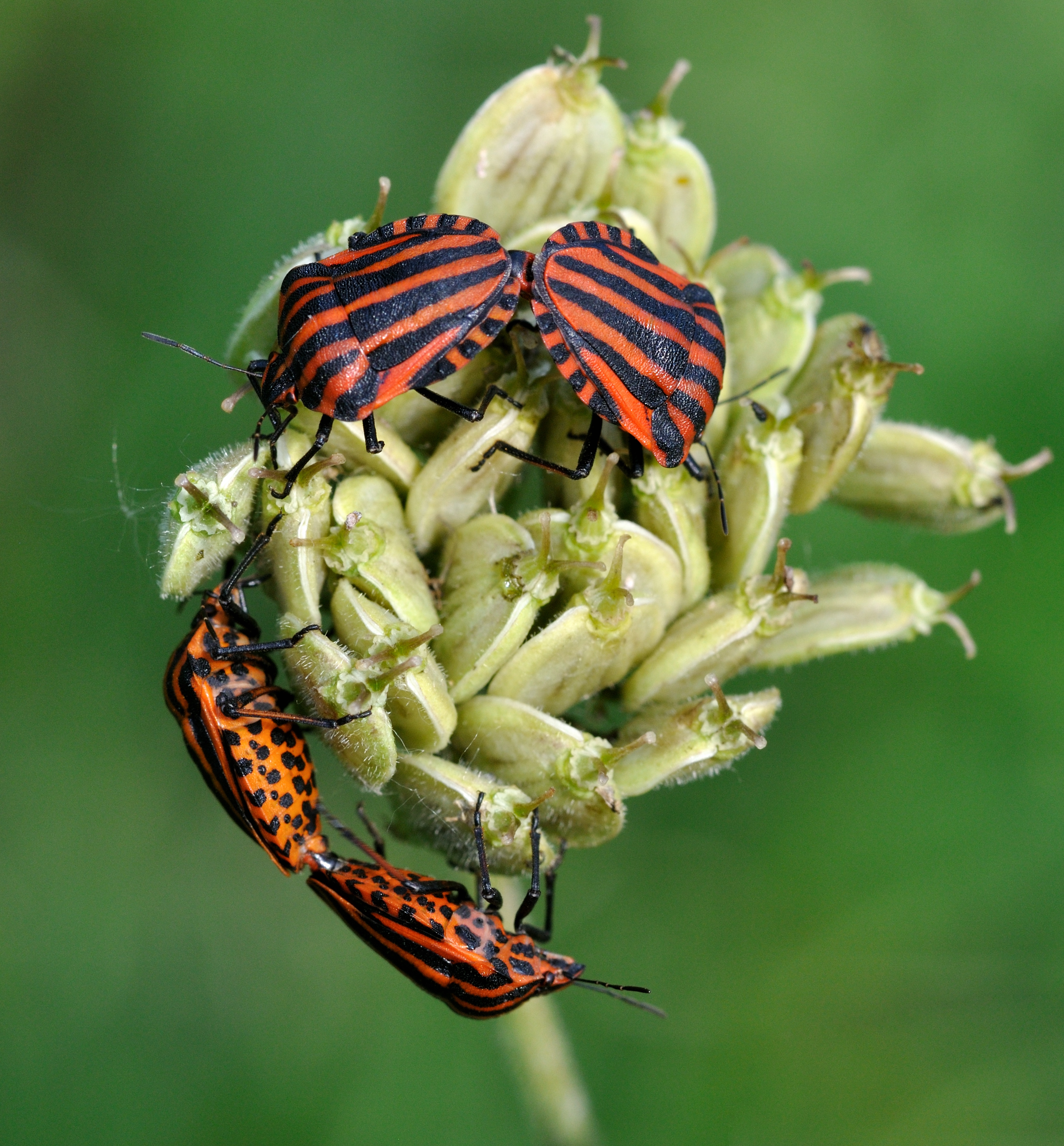
Accouplement chez des punaises Graphosoma lineatum

Chez la plupart des insectes, le mâle monte d'abord sur la femelle et positionne son bulbe génital (édéage) avec l'atrium génital de celle-ci pour la pénétrer. Certains mâles restent accrochés sur le dos de la femelle durant l'accouplement et d'autres se retournent en direction opposée.
Chez certaines punaises de la super-famille des Cimicoidea (ex: punaise des lits), le mâle possède un édéage en forme de poignard. Lors de la copulation traumatique, il pénètre le corps de la femelle avec celui-ci. Le sperme est transféré directement dans l'hémolymphe ou encore dans un vagin secondaire.
Chez certaines libellules, l'édéage en forme de cuillère nettoie les voies génitales femelles en retirant le sperme des autres mâles. L'édéage des demoiselles de la famille des Calopterygidae comporte, au niveau de la tête du pénis, des épines qui ont la même fonction dans une optique de compétition spermatique.

## Stridulation
La structure de l'édéage a des formes très diverses et spécifiques à chaque espèce. Ces organes génitaux mâles ont probablement une fonction de stimulation sexuelle. Sa forme et son fonctionnement peuvent être considérés comme le résultat de la sélection naturelle par choix féminin.
Ainsi, en décembre 2009, William Eberhard et Jon Gelhaus publient l'observation de l'organe génital d'une tipule mâle du Costa Rica (espèce non identifiée) qui a stridulé (vibré) pendant la copulation par des mouvements entre ses parties "lime" et "grattoir". La comparaison avec des mâles d'espèces apparentées montre les mêmes structures de "lime" et de "grattoir". Par conséquent, William Eberhard et Jon Gelhaus avancent l'idée que plusieurs espèces de tipule utilisent leur édéage pour striduler pendant la copulation, ce qui procure un effet vibro-massant.